# (1651) Behrens
(1651) Behrens est un astéroïde de la ceinture principale.

## Description
(1651) Behrens est un astéroïde de la ceinture principale. Il fut découvert le 23 avril 1936 à Nice par Marguerite Laugier. Il présente une orbite caractérisée par un demi-grand axe de 2,18 UA, une excentricité de 0,07 et une inclinaison de 5,1° par rapport à l'écliptique.

## Compléments